# 萩原麻由子
萩原 麻由子（はぎわら まゆこ、1986年10月16日 - ）は、日本の自転車ロードレース選手。群馬県前橋市出身。Alé–Cipollini所属。

## 経歴
群馬県立伊勢崎女子高等学校（現・群馬県立伊勢崎清明高等学校）在学中の2004年にアジア自転車競技選手権大会ジュニア優勝、世界選手権・ジュニア部門出場（女子ジュニアロードレース21位 タイムトライアル30位）など活躍。卒業後、鹿屋体育大学に進学。
2006年
- ジャパンカップサイクルロードレース2006・オープン女子部門では沖美穂の9連覇を阻み優勝。
- 続くドーハアジア大会でも、カザフスタンのズルフィヤ・ザビロワをはじめとするアジアの強豪を相手に日本人女子初優勝。

2008年
- 奈良で開催されたアジア選手権・個人タイムトライアル3位。
- 全日本自転車競技選手権大会・個人タイムトライアル 優勝
- イタリアのヴァレーゼで開催された世界選手権
  - 個人タイムトライアル（35位）
  - 個人ロードレース（タイムオーバー）

2009年
- 大学卒業後、株式会社あさひ（サイクルベースあさひ）に所属し、社員として販売や自転車組み立てに携わる傍らレース出場を続ける。
- 6月14日、全日本自転車競技選手権大会・個人タイムトライアル 連覇。
- 10月24日のジャパンカップサイクルロードレース2009では2008年に引退した沖の跡を継ぐように、3年ぶり2度目の優勝。

2010年
- アジア選手権
  - ポイントレース優勝
  - 個人タイムトライアル2位。
- 全日本選手権個人タイムトライアルロードレース（秋田）を3連覇、
- 全日本選手権ロードレース（広島）を制覇し、国内2冠を達成。
- 世界選手権 個人ロードレース 38位

2011年
- 全日本選手権ロードレース（広島）連覇
- 全日本選手権・ITT 4連覇
- 世界選手権 個人ロードレース 50位

2012年
- 全日本自転車競技選手権大会・ロードレース（岩手）優勝
- 6月4日、ロンドンオリンピック・個人ロードレース代表選手に選出された[3]。
- 全日本選手権・ITT 5連覇
- ロンドンオリンピック・個人ロードレース 途中棄権
- 11月、イギリスのプロチームWiggle-Honda Pro Cycling（本田技研工業がスポンサー）に移籍。

2013年
- Championnat de Wallonie（ベルギー）優勝
- 全日本自転車競技選手権大会・ロードレース（大分）3位

2014年
- 全日本自転車競技選手権大会・タイムトライアル（岩手県八幡平市）優勝
- 全日本自転車競技選手権大会・ロードレース（岩手県八幡平市）優勝[4]
- ジロ・ローザ（イタリア）第3ステージ 3位[5]　総合19位[6]
- 世界選手権自転車競技大会ロードレース2014 女子エリート 個人タイムトライアル 18位[7]
- 世界選手権自転車競技大会ロードレース2014 女子エリート 個人ロードレース 52位[8]

2015年
- アジア自転車競技選手権大会・女子エリート タイムトライアル（タイ・ナコンラチャシマ）2位[9]
- アジア自転車競技選手権大会・女子エリート ロードレース（タイ・ナコンラチャシマ）10位[10]
- 全日本自転車競技選手権大会・女子エリート タイムトライアル（栃木県大田原市）2位[11]
- 全日本自転車競技選手権大会・女子エリート ロードレース（栃木県那須町）優勝[12]
- ジロ・ローザ（イタリア）第6ステージ 終盤に単独アタックし逃げ切り優勝[13][14][15]
- ツール・ド・ブルターニュ 第3ステージ 優勝[16]

2016年
- 第36回アジア自転車競技選手権大会・女子エリート タイムトライアル（伊豆大島）優勝
- 第36回アジア自転車競技選手権大会・女子エリート ロードレース（伊豆大島）3位

2017年
- 10月、イタリアのプロチームAlé Cipolliniに移籍[17]。